# Aaron Dobson
Aaron Dobson (Dunbar, 23 luglio 1991) è un giocatore di football americano statunitense che gioca nel ruolo di wide receiver nella National Football League (NFL). Fu scelto nel corso del secondo giro (59º assoluto) del Draft NFL 2013 dai New England Patriots. Al college ha giocato a football alla Marshall University.

## Carriera professionistica

### New England Patriots
Doboson fu scelto nel corso del secondo giro del Draft 2013 dai New England Patriots. Debuttò come professionista nella vittoria della settimana 2 contro i New York Jets ricevendo 3 passaggi per 56 yard e segnando il suo primo touchdown su passaggio di Tom Brady. Nella settimana 3 guidò i Patriots con 7 ricezioni per 52 yard nella vittoria sui Tampa Bay Buccaneers. Il secondo TD lo segnò nell'ottavo turno nella vittoria in rimonta sui Miami Dolphins e altri due (con 130 yard ricevute) contro i Pittsburgh Steelers la domenica seguente. Nel suo secondo anno di carriera con i Patriots, Dobson conquistò il suo primo anello con la vittoria nel Super Bowl XLIX sui Seattle Seahawks.

## Palmarès

### Franchigia
- Super Bowl : 1

New England Patriots: XLIX
- American Football Conference Championship: 1

New England Patriots: 2014

## Statistiche
| Partite totali         | 12  |
| Partite da titolare    | 9   |
| Ricezioni              | 37  |
| Yard su ricezione      | 519 |
| Touchdown su ricezione | 4   |

Statistiche aggiornate alla stagione 2013